# 歌川芳鶴
歌川 芳鶴（うたがわ よしつる、生没年不詳）とは、江戸時代の浮世絵師。

## 来歴
歌川国芳の門人。俗称は長次郎、一声斎と号す。幼少時に父母を失い、日本橋本石町二丁目の踊師匠藤間トセによって養育される。友人の歌川芳艶が国芳に入門したことを聞き、同じく国芳の門下となる。作画期は天保から嘉永頃にかけてとされ、武者絵、役者絵、美人画、彫物の下絵、合巻や絵本の挿絵など多くを手がける。国芳の代筆もした。生没年は不明だが、『浮世絵師人名辞書』には「弘化頃、三十三歳歿」と記す。

## 作品
- 『祝言千箱玉』　合巻　※美図垣笑顔作、天保12年（1841年）刊行
- 『絵巻物今様姿』　合巻　※笑顔作、天保13年
- 『犬神太郎暴悪譚』　合巻　※雪麿作、同年刊行
- 『正本由良湊』　合巻　※笑顔作、嘉永3年（1850年）刊行
- 『もゝ太郎』　絵本　※刊行年不明、「一声斎芳霍」の署名
- 「風流美人ぞろい影のおもかげ」　大判錦絵
- 「大黒天喫煙」　大判錦絵　※嘉永元年
- 「九月　恵比須と大黒」　大判錦絵
- 「三浦畠山衣笠合戦之図」　大判錦絵2枚続　静岡県立中央図書館所蔵　※天保14年 - 弘化4年